# Pântano de Sangue

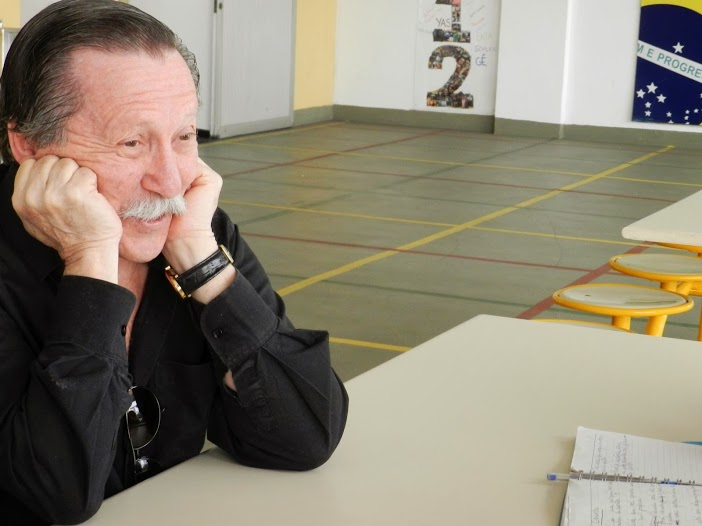
Pedro Bandeira

Pântano de Sangue é um livro de Pedro Bandeira, lançado em 1987 (1° Edição) . Narra as aventuras de cinco adolescentes, Os Karas, para combater o crime organizado no Pantanal, comandado pelo implacável Ente.
É uma das continuações do best-seller A Droga da Obediência.

## Personagens
Miguel
Foi ele quem decidiu reunir alguns amigos e, por brincadeira, fundar um grupo secreto no colégio onde é presidente do Grêmio Estudantil. É ele quem lidera os amigos e define o próximo passo a ser dado pelos Karas.
Chumbinho
Aficionado por videogames e computadores, com sua esperteza e valentia, sente de longe o cheiro de novas aventuras. Foi justamente isso que fez Chumbinho descobrir o grupo secreto que atuava no Colégio Elite. 
Magrí
Melhor atleta do Colégio Elite, é a grande esperança de medalha olímpica para o Brasil. Apesar do jeitinho delicado e meigo, se é preciso salvar um dos amigos ou entrar em ação, Magrí vira uma verdadeira “gata”, perigosa e pronta para agir, enfrentando qualquer risco.
Calú
Ator e extramamente extrovetido e brincalhão, está sempre de bom humor, dando ânimo aos Karas na hora de agir. Apesar de ser o garoto mais bonito do Colégio Elite, seu coração balança mesmo é por Magrí. 
Crânio
É o geniozinho da turma. Calado e pensativo, é o campeão de xadrez e das notas da escola, e em nome dos amigos e das aventuras, larga tudo quando o assunto é Emergência Máxima. Assim como Calú, é apaixonado pela menina dos Karas.
Outros personagens
Tia Matilde(Ente), Senador, Robson(Araguaçú), Detetive Andrade, Piloto Bezerra, Índio Peorê, Centurião, Pepino, Prof. Elias e as Formigas Paradas.

## Enredo
A história se passa no pantanal, onde Crânio tenta descobrir o motivo da morte de seu professor de matemática, Elias. Tudo começou com um dia normal na escola onde os Karas e o resto dos estudantes encontram o corpo de seu professor. Crânio resolve visitar sua tia no Mato Grosso do Sul, mas esse não seria o único propósito da viagem, ele também estava interessado em saber quem havia matado o professor. Antes de ir, pega uma caixa com as fotos que foram do professor e vê duas fotos: uma que parece ser a primeira de muitas outras que desapareceram, e a última delas. Quando Crânio chegou ao aeroporto do Pantanal, uma moça estava olhando para ele com um bebê no colo. Quando um cachorro começa a latir, a moça joga o bebê nos braços de Crânio,o cachorro avança para atacá-lo e depois Crânio acaba levando uma coronhada e acaba desmaiando. No hospital, Crânio encontra o senador, que o faz se sentir bem e o convidou a dormir em sua casa para que no outro dia possa conhecer o Pantanal com um guia. No dia seguinte, Crânio foi conhecer um índio que iria guia-lo, Robson, que o leva de barco onde Crânio nota a imagem da primeira foto e sente que está indo no caminho certo. Quando chegam em um cemitério de jacarés, Crânio vê pessoas sendo devoradas por formigas carnívoras, logo depois o barco afunda, Robson some e Crânio sai correndo. Com essa confusão, Crânio chega á um aeroporto clandestino, onde é preso pelos homens que estavam lá. Ele encontra o Bezerra, um piloto conhecido, dentro da casita em que foi preso. Crânio pôde perceber que Bezerra é viciado em drogas por conta das espetadas que haviam no braço. O menino então hipnotiza o piloto e descobre que ele conhecia seu professor, e mais, Bezerra já havia visto aquelas fotos antes. Os Karas estavam a procura de quem fazia todos esses crimes.e após Crânio fazer o piloto dormir através da hipnose,Bezerra é jogado no rio pelos contrabandistas para que as piranhas façam o trabalho deles quase morre, mas é encontrado por um pescador local, por isso os karas resolveram ir para o Pantanal. Magri, Chumbinho e o detetive Andrade passearam de barco, no qual foram capturados pela mesma pessoa que manteve Crânio prisioneiro, o Centurião. Apenas Calu e Miguel não vão á viagem de barco. Calu é raptado pelo ente e descobre sua verdadeira identidade. O menino consegue escapar fingindo ser um encanador. Enquanto isso, Crânio estava sobre o poder dos bandidos e é jogado no lago dentro de um saco, quando seu plano era, na verdade, ser levado para o quarto do hotel de bezerra. Crânio se afoga, mas é salvo e levada à tribo do índio Robson ou Araguaçu.